# 마르타 가스티니
마르타 가스티니(Marta Gastini, 1989년 10월 2일 ~ )는 이탈리아의 배우이다.

## 출연 작품
- 위기의 부부: Wife & Husband (2017)
- 새디스트 (2017)
- 그날들 (2016)
- 어텀 라이트 (2016)
- 언더 더 시리즈 (2014)
- 더 테일러스 와이프 (2012)
- 드라큐라 3D (2012)
- 보르지아 (2011)
- 더 라이트: 악마는 있다 (2011)
- 나와 마릴린 먼로 (2009)